# Lista de canções gravadas por McFly

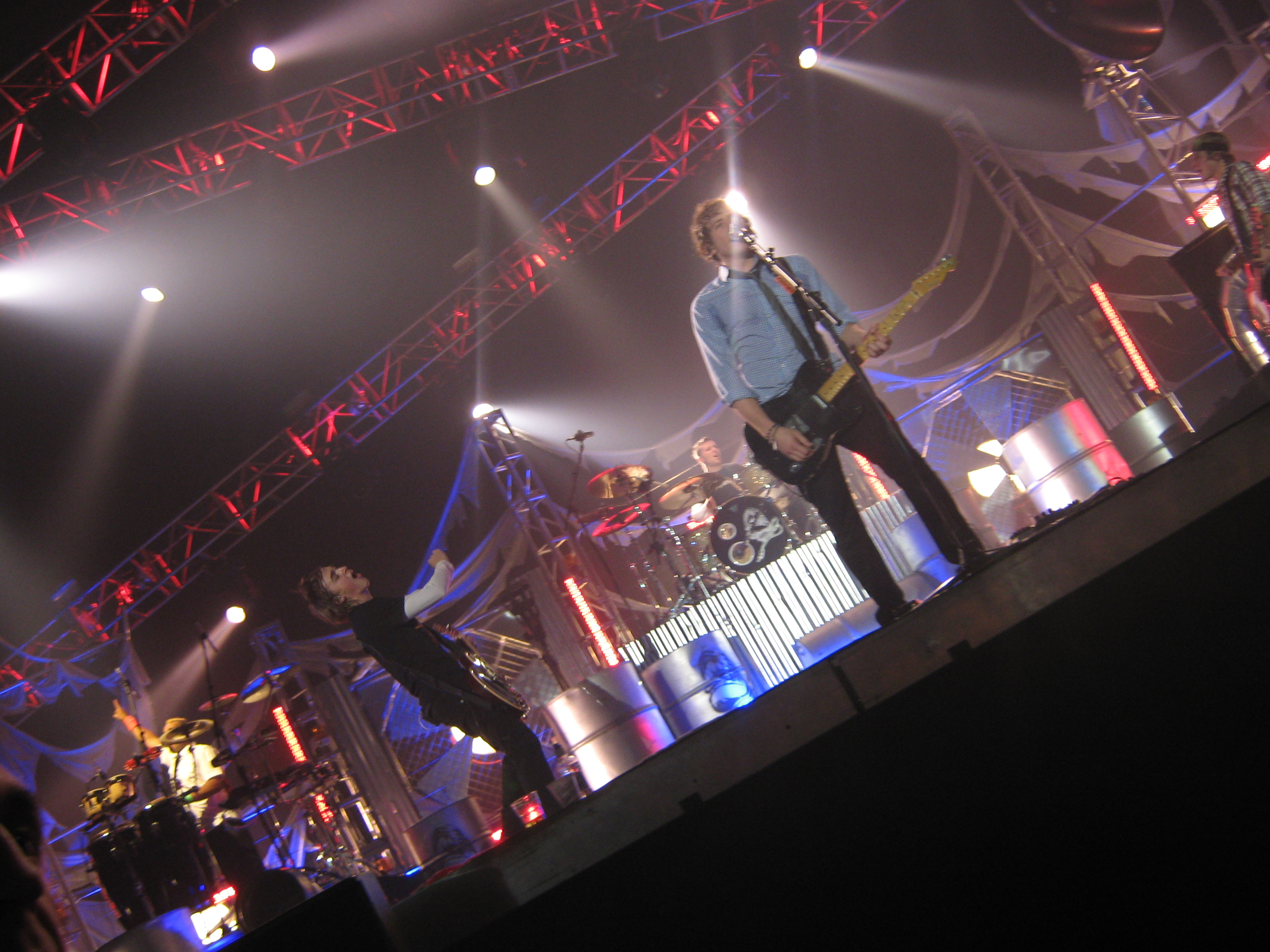
McFly se apresentando, em 2008.

Esta é a lista de canções lançadas, gravadas e/ou apresentadas pela banda britânica de pop rock McFly, formada em Londres no ano 2004. Composta pelos guitarristas e vocalistas Tom Fletcher e Danny Jones, pelo baixista Dougie Poynter e pelo baterista Harry Judd, ao longo de sua carreira a banda lançou cinco álbuns de estúdio, além de quatro coletâneas; também já gravou diversos covers, muitos lançados como b-sides de seus singles.
Até o quarto disco, todas as faixas da banda haviam sido compostas pelos seus membros, com ocasionais participações de outros escritores, como James Bourne (membro da antiga Busted) e Jason Perry (da banda A). No quinto, Above the Noise, foi lançada a primeira e, até então, única faixa dos seus álbuns que não conta com a participação de nenhum deles na composição, "If U C Kate", escrita por Dallas Austin e J. C. Chasez.

## Canções dos álbuns de estúdio
Todas as canções contidas nos álbuns de estúdio do McFly.
0-9
| Canção                | Compositor(es)                          | Álbum                 | Ano  |
| --------------------- | --------------------------------------- | --------------------- | ---- |
| 5 Colours in Her Hair | Tom Fletcher, Danny Jones, James Bourne | Room on the 3rd Floor | 2004 |

A
| Canção        | Compositor(es) | Álbum      | Ano  |
| ------------- | -------------- | ---------- | ---- |
| All About You | Tom Fletcher   | Wonderland | 2005 |

B
| Canção      | Compositor(es)            | Álbum                 | Ano  |
| ----------- | ------------------------- | --------------------- | ---- |
| Broccoli    | Tom Fletcher, Danny Jones | Room on the 3rd Floor | 2004 |
| Bubble Wrap | Tom Fletcher              | Motion in the Ocean   | 2006 |

C
| Canção    | Compositor(es)                                            | Álbum        | Ano  |
| --------- | --------------------------------------------------------- | ------------ | ---- |
| Corrupted | Tom Fletcher, Lauren Christy, Graham Edwards, Scott Spock | Radio:ACTIVE | 2008 |

D
| Canção                | Compositor(es)                             | Álbum                 | Ano  |
| --------------------- | ------------------------------------------ | --------------------- | ---- |
| Do Ya                 | Tom Fletcher, Dougie Poynter, James Bourne | Radio:ACTIVE          | 2008 |
| Don't Know Why        | Danny Jones, Vicky Jones                   | Wonderland            | 2005 |
| Down by the Lake      | Tom Fletcher, James Bourne                 | Room on the 3rd Floor | 2004 |
| Down Goes Another One | Tom Fletcher, Danny Jones, Dougie Poynter  | Radio:ACTIVE          | 2008 |

E
| Canção           | Compositor(es)                                                       | Álbum           | Ano  |
| ---------------- | -------------------------------------------------------------------- | --------------- | ---- |
| End of the World | Tom Fletcher, Danny Jones, Dougie Poynter, Dallas Austin, Jeff Wayne | Above the Noise | 2010 |
| Everybody Knows  | Tom Fletcher, Dougie Poynter, James Bourne                           | Radio:ACTIVE    | 2008 |

F
| Canção          | Compositor(es)                                                                        | Álbum               | Ano  |
| --------------- | ------------------------------------------------------------------------------------- | ------------------- | ---- |
| Falling in Love | Danny Jones, Tom Fletcher, Jason Perry                                                | Radio:ACTIVE        | 2008 |
| Friday Night    | Tom Fletcher, Danny Jones, Dougie Poynter, Jason Perry, Julian Emery, Daniel P Carter | Motion in the Ocean | 2006 |
| Foolish         | Dallas Austin, Naz Tokio, Tom Fletcher, Danny Jones                                   | Above the Noise     | 2010 |

G
| Canção                    | Compositor(es)                            | Álbum                 | Ano  |
| ------------------------- | ----------------------------------------- | --------------------- | ---- |
| Get Over You[A][M]        | Tom Fletcher, James Bourne                | Room on the 3rd Floor | 2004 |
| Going Through the Motions | Tom Fletcher, Danny Jones, Dougie Poynter | Radio:ACTIVE          | 2008 |

H
| Canção                     | Compositor(es)                         | Álbum               | Ano  |
| -------------------------- | -------------------------------------- | ------------------- | ---- |
| Home is Where the Heart is | Tom Fletcher, Danny Jones, Jason Perry | Motion in the Ocean | 2006 |

I
| Canção           | Compositor(es)                             | Álbum           | Ano  |
| ---------------- | ------------------------------------------ | --------------- | ---- |
| I Wanna Hold You | Tom Fletcher, Danny Jones, Dougie Poynter  | Wonderland      | 2005 |
| I'll Be OK       | Tom Fletcher, Danny Jones, Dougie Poynter  | Wonderland      | 2005 |
| I'll Be Your Man | Tom Fletcher, Danny Jones, Dallas Austin   | Above the Noise | 2010 |
| If U C Kate      | Dallas Austin, J. C. Chasez                | Above the Noise | 2010 |
| I Need a Woman   | Tom Fletcher, Danny Jones, Dougie Poynter  | Above the Noise | 2010 |
| I've Got You     | Tom Fletcher, Danny Jones, Graham Gouldman | Wonderland      | 2005 |

L
| Canção        | Compositor(es)                                              | Álbum               | Ano  |
| ------------- | ----------------------------------------------------------- | ------------------- | ---- |
| Lies          | Tom Fletcher, Danny Jones, Dougie Poynter                   | Radio:ACTIVE        | 2008 |
| Little Joanna | Tom Fletcher, Dougie Poynter, Danny Jones, Matthew Fletcher | Motion in the Ocean | 2006 |
| Lonely        | Tom Fletcher, James Bourne                                  | Motion in the Ocean | 2006 |

M
| Canção        | Compositor(es)             | Álbum                 | Ano  |
| ------------- | -------------------------- | --------------------- | ---- |
| Memory Lane   | Tom Fletcher, James Bourne | Wonderland            | 2005 |
| Met This Girl | McFly                      | Room on the 3rd Floor | 2004 |

N
| Canção              | Compositor(es)                                       | Álbum                 | Ano  |
| ------------------- | ---------------------------------------------------- | --------------------- | ---- |
| Not Alone           | Danny Jones                                          | Room on the 3rd Floor | 2004 |
| Nothing             | Tom Fletcher, Danny Jones, Dougie Poynter            | Wonderland            | 2005 |
| Nowhere Left to Run | Tom Fletcher, Danny Jones, Dougie Poynter, Taio Cruz | Above the Noise       | 2010 |

O
| Canção                  | Compositor(es)                          | Álbum                 | Ano  |
| ----------------------- | --------------------------------------- | --------------------- | ---- |
| Obviously               | Tom Fletcher, Danny Jones, James Bourne | Room on the 3rd Floor | 2004 |
| One for the Radio       | Tom Fletcher                            | Radio:ACTIVE          | 2008 |
| Only the Strong Survive | Tom Fletcher, Jason Perry               | Radio:ACTIVE          | 2008 |

P
| Canção         | Compositor(es)                           | Álbum               | Ano  |
| -------------- | ---------------------------------------- | ------------------- | ---- |
| Party Girl     | Tom Fletcher, Dallas Austin, Danny Jones | Above the Noise     | 2010 |
| Please, Please | McFly, Jason Perry                       | Motion in the Ocean | 2006 |
| POV            | Tom Fletcher                             | Radio:ACTIVE        | 2008 |

R
| Canção                | Compositor(es)            | Álbum                 | Ano  |
| --------------------- | ------------------------- | --------------------- | ---- |
| Room on the 3rd Floor | Tom Fletcher, Danny Jones | Room on the 3rd Floor | 2004 |

S
| Canção                         | Compositor(es)                                                        | Álbum                 | Ano  |
| ------------------------------ | --------------------------------------------------------------------- | --------------------- | ---- |
| Saturday Night                 | McFly                                                                 | Room on the 3rd Floor | 2004 |
| She Falls Asleep [Part 1]      | Tom Fletcher                                                          | Wonderland            | 2005 |
| She Falls Asleep [Part 2]      | Tom Fletcher, Harry Judd, Dougie Poynter                              | Wonderland            | 2005 |
| She Left Me                    | Tom Fletcher, James Bourne                                            | Room on the 3rd Floor | 2004 |
| Shine a Light                  | Tom Fletcher, Danny Jones, Taio Cruz                                  | Above the Noise       | 2010 |
| Silence Is A Scary Sound[B][M] | Dougie Poynter                                                        | Motion in the Ocean   | 2006 |
| Smile                          | Danny Jones, Tom Fletcher, Jason Perry                                | Radio:ACTIVE          | 2008 |
| Sorry's Not Good Enough        | Tom Fletcher, Dougie Poynter, James Bourne, Jason Perry, Julian Emery | Motion in the Ocean   | 2006 |
| Star Girl                      | McFly, Jason Perry, Julian Emery, Daniel P Carter                     | Motion in the Ocean   | 2006 |
| Surfer Babe                    | Tom Fletcher, James Bourne                                            | Room on the 3rd Floor | 2004 |

T
| Canção                | Compositor(es)                                            | Álbum                 | Ano  |
| --------------------- | --------------------------------------------------------- | --------------------- | ---- |
| That's the Truth      | Dallas Austin, McFly                                      | Above the Noise       | 2010 |
| Take Me There         | Dallas Austin, McFly                                      | Above the Noise       | 2010 |
| That Girl             | Tom Fletcher, James Bourne                                | Room on the 3rd Floor | 2004 |
| The Ballad Of Paul K  | Tom Fletcher, Danny Jones, Dougie Poynter                 | Wonderland            | 2005 |
| The End               | Tom Fletcher, Lauren Christy, Graham Edwards, Scott Spock | Radio:ACTIVE          | 2008 |
| The Last Song         | Tom Fletcher, Danny Jones, Dougie Poynter                 | Radio:ACTIVE          | 2008 |
| Too Close For Comfort | Tom Fletcher, Danny Jones, Dougie Poynter                 | Wonderland            | 2005 |
| Transylvania          | Dougie Poynter, Tom Fletcher                              | Motion in the Ocean   | 2006 |

U
| Canção        | Compositor(es)            | Álbum                 | Ano  |
| ------------- | ------------------------- | --------------------- | ---- |
| Ultraviolet   | Tom Fletcher, Danny Jones | Wonderland            | 2005 |
| Unsaid Things | McFly, James Bourne       | Room on the 3rd Floor | 2004 |

W
| Canção           | Compositor(es)                                                     | Álbum               | Ano  |
| ---------------- | ------------------------------------------------------------------ | ------------------- | ---- |
| Walk in the Sun  | Danny Jones                                                        | Motion in the Ocean | 2006 |
| We Are The Young | Tom Fletcher, Danny Jones, James Bourne, Jason Perry, Julian Emery | Motion in the Ocean | 2006 |

### Faixas bônus
Canções lançadas como faixas bônus nos álbuns de estúdio do McFly
| Canção               | Compositor(es)  | Álbum                                 | Ano  |
| -------------------- | --------------- | ------------------------------------- | ---- |
| Don't Stop Me Now[C] | Freddie Mercury | Motion in the Ocean (edição limitada) | 2006 |
| Stay With Me[D]      | Rod Stewart     | Radio:ACTIVE (edição japonesa)        | 2008 |

## Outras canções
Canções inéditas lançadas em diversos álbuns, como trilhas sonoras de filmes, coletâneas e singles da banda.
| Canção                         | Compositor(es)                              | Álbum                          | Ano  |
| ------------------------------ | ------------------------------------------- | ------------------------------ | ---- |
| Cherry Cola                    | Tom Fletcher, Danny Jones, Dougie Poynter   | Memory Lane: The Best of McFly | 2012 |
| Do Whatcha                     | Dougie Poynter                              | Memory Lane: The Best of McFly | 2012 |
| Don't Wake Me Up               |                                             | All the Greatest Hits          | 2007 |
| Down Down                      | Tom Fletcher, Danny Jones, Dougie Poynter   | Memory Lane: The Best of McFly | 2012 |
| Easy Way Out                   |                                             | Single:I Wanna Hold You        | 2005 |
| Hotel on a Hill                |                                             | Single:Party Girl              | 2010 |
| Ignorance[M]                   | Dougie Poynter                              | Single:I Wanna Hold You        | 2007 |
| Just My Luck                   | McFly                                       | Just My Luck                   | 2006 |
| Love Is Easy                   | Tom Fletcher, Danny Jones, Dougie Poynter   | Memory Lane: The Best of McFly | 2012 |
| Mess Around You                | Dougie Poynter                              | Memory Lane: The Best of McFly | 2012 |
| No Worries[E][M]               | Tom Fletcher, Charlie Simpson, James Bourne | Single:I'll Be OK              | 2005 |
| Sunny Side of the Street[M]    | Tom Fletcher, Danny Jones                   | Single:Party Girl              | 2010 |
| The Guy Who Turned Her Down[M] | McFly                                       | Single:5 Colours in Her Hair   | 2004 |
| The Heart Never Lies[F]        | Tom Fletcher, Danny Jones                   | All the Greatest Hits          | 2007 |
| The Way You Make Me Feel       |                                             | All the Greatest Hits          | 2007 |

## Covers

### Covers lançados
Covers gravados pelo McFly, que tiveram seus lançamentos em álbuns e singles próprios da banda ou em coletâneas diversas.
| Canção                         | Compositor(es)                                                   | Artista original                  | Álbum                                       | Ano  |
| ------------------------------ | ---------------------------------------------------------------- | --------------------------------- | ------------------------------------------- | ---- |
| Baby's Coming Back             | Andy Sturmer                                                     | Jellyfish                         | Single: Baby's Coming Back/Transylvania     | 2007 |
| Build Me Up Buttercup[G]       | Mike d'Abo, Tony Macaulay                                        | The Foundations                   | Single: Crashed the Wedding (Busted)        | 2003 |
| Crazy Little Thing Called Love | Freddie Mercury                                                  | Queen                             | Single:Room on the 3rd Floor                | 2004 |
| Deck The Halls[H]              | –                                                                | –                                 | Single:Room on the 3rd Floor                | 2004 |
| Dynamite                       | Taio Cruz, Max Martin, Bonnie McKee                              | Taio Cruz                         | Single:Shine a Light                        | 2010 |
| Fight For Your Right[I]        | Beastie Boys, Rick Rubin                                         | Beastie Boys                      | Single:Baby's Coming Back/Transylvania      | 2006 |
| Help!                          | John Lennon, Paul McCartney                                      | The Beatles                       | Single:Obviously                            | 2004 |
| I Kissed a Girl                | Katy Perry, Dr. Luke, Max Martin, Cathy Dennis                   | Katy Perry                        | Single:Do Ya/Stay With Me                   | 2008 |
| I Predict a Riot               | Ricky Wilson, Andrew White, Simon Rix, Nick Baines, Nick Hodgson | Kaiser Chiefs                     | Single:Ultraviolet/The Ballad of Paul K     | 2005 |
| Lola[J][M]                     | Ray Davies                                                       | The Kinks                         | Single:5 Colours in Her Hair                | 2004 |
| Mr. Brightside[M]              | Brandon Flowers, Dave Keuning                                    | The Killers                       | Single:I Wanna Hold You                     | 2005 |
| My Generation[K]               | Pete Townshend                                                   | The Who                           | Exclusivamente download digital no HMV      | 2005 |
| Pinball Wizard                 | Pete Townshend                                                   | The Who                           | Single:I'll Be OK                           | 2005 |
| Rockin' Robin[M]               |                                                                  | Bobby Day                         | Single:Sorry's Not Good Enough/Friday Night | 2006 |
| Santa Claus Is Coming to Town  | J. Fred Coots, Haven Gillespie                                   | Eddie Cantor                      | The Greatest Bits: B-Sides & Rarities       | 2007 |
| She Loves You[M]               | John Lennon, Paul McCartney                                      | The Beatles                       | Single:That Girl                            | 2004 |
| The Winner Takes It All        | Benny Andersson, Björn Ulvaeus                                   | ABBA                              | Single:Lies                                 | 2008 |
| Town Called Malice             | Paul Weller                                                      | The Jam                           | Radio 1 Established 1967                    | 2007 |
| Umbrella[M]                    | The-Dream, Tricky Stewart, Kuk Harrell, Jay-Z                    | Rihanna                           | Single:The Heart Never Lies                 | 2007 |
| You're the One That I Want     | John Farrar                                                      | John Travolta, Olivia Newton-John | Over the Rainbow                            | 2007 |
| You've Got a Friend[M]         | Carole King                                                      | Carole King                       | Single:All About You/You've Got a Friend    | 2005 |

### Outros covers
Alguns covers apresentados pela banda em shows, rádios ou televisão.
| Canção                    | Compositor(es)                                                                 | Artista original                            | Apresentado                                 | Ano  |
| ------------------------- | ------------------------------------------------------------------------------ | ------------------------------------------- | ------------------------------------------- | ---- |
| Black or White            | Michael Jackson                                                                | Michael Jackson                             | Radio:Active Tour                           | 2008 |
| Born to Run               | Bruce Springsteen                                                              | Bruce Springsteen                           | Live Lounge da BBC Radio 1                  | 2007 |
| Ghostbusters              | Ray Parker Jr.                                                                 | Ray Parker Jr.                              | Motion in the Ocean Tour                    | 2006 |
| Happy Xmas (War Is Over)  | John Lennon                                                                    | Plastic Ono Band                            | Live Lounge da BBC Radio 1                  | 2006 |
| I Gotta Feeling           | Will.I.Am, Apl.de.ap, Taboo, Fergie, David Guetta, Frédéric Riesterer          | Black Eyed Peas                             | Up Close...And This Time It's Personal Tour | 2009 |
| I Want to Hold Your Hand  | John Lennon, Paul McCartney                                                    | The Beatles                                 | Children in Need 2006                       | 2006 |
| Little Saint Nick         | Brian Wilson, Mike Love                                                        | The Beach Boys                              | Especial de natal da EastEnders             | 2004 |
| Rocks[L]                  | Primal Scream                                                                  | Bobby Gillespie, Andrew Innes, Robert Young | The Charlotte Church Show                   | 2007 |
| The Boys Are Back in Town | Phil Lynott                                                                    | Thin Lizzy                                  | The Prince's Trust                          | 2006 |
| The Promise               | Miranda Cooper, Brian Higgins, Jason Resch, Kieran Jones, Carla Marie Williams | Girls Aloud                                 | Up Close...And This Time It's Personal Tour | 2009 |